# Ringe Museum
Ringe Museum er et egnsmuseum i Ringe på Midtfyn. Museet rummer bl.a. et par øreringe, som indeholder rester af det flydende guld fra Guldhornene. 
Museet blev etableret i 1923 i byens første skole.